# 朱桥乡
朱桥乡，是中华人民共和国安徽省宣城市宣州区下辖的一个乡镇级行政单位地处宣城市东北部，东濒南漪湖与郎溪县隔湖、宣州区沈村镇相望，南连五星乡，西与养贤乡相邻，北接狸桥镇，距市区22千米。

## 历史沿革
1958年9月，设立幸福（油扎）公社。1961年建朱桥公社，设立周村大队、姚埂大队；1987年8月，改为朱桥乡。2005年3月，将周村村和姚埂村合并为汪南村，属朱桥乡至今。

## 行政区划
朱桥乡下辖以下地区：
油榨社区、朱家桥社区、裕丰村、四合村、九保村、魏村、汪南村、浑水村和安徽省青草湖农场。